# Оффінген
Оффінген (нім. Offingen) — громада в Німеччині, знаходиться в землі Баварія. Підпорядковується адміністративному округу Швабія. Входить до складу району Гюнцбург. Центр об'єднання громад Оффінген.
Площа — 14,93 км2. Населення становить 4295 ос. (станом на 31 грудня 2020).